# Charaxes jahlusa
Charaxes jahlusa är en fjärilsart som beskrevs av Henry Trimen 1862. Charaxes jahlusa ingår i släktet Charaxes och familjen praktfjärilar. Inga underarter finns listade i Catalogue of Life.